# Court and Spark
Court and Spark ist das sechste Studioalbum der kanadischen Musikerin Joni Mitchell. Es erschien im Januar 1974 auf Asylum Records und verband den Folk-Rock der ersten Alben mit Pop- und Jazz-Einflüssen. Court and Spark war ein sofortiger Erfolg bei Publikum und Kritikern, zudem ist es ihr kommerziell erfolgreichstes Album und verkaufte sich über zwei Millionen Mal.

## Geschichte
1973 war das erste Jahr ihrer Karriere, in dem Mitchell kein neues Album veröffentlichte. For the Roses wurde im November 1972 veröffentlicht und war kommerziell erfolgreich. Mitchell beschloss, das ganze nächste Jahr damit zu verbringen, ein neues Album zu schreiben und aufzunehmen, das ihr wachsendes Interesse an neuen Sounds – insbesondere Jazz – zeigte. 1973 hatte sie weniger Bühnenauftritte als in den Vorjahren. Sie trat im April bei einem Benefizkonzert auf und dann im August zweimal im The Corral Club, wo sie von Neil Young begleitet wurde.
Mitchell verbrachte den größten Teil des Jahres 1973 im Tonstudio, um Court und Spark aufzunehmen. Mitchell und der Produzent und Ingenieur Henry Lewy luden mehrere Top-Musiker aus Los Angeles ein, darunter Mitglieder von The Crusaders, Tom Scotts L.A. Express, Robbie Robertson, David Crosby und Graham Nash.

## Erfolg
Im Dezember 1973 veröffentlichte Asylum Records ihre erste Single seit über einem Jahr, Raised on Robbery. Der Song gelangte auf Platz 65 in den Billboard-Charts. Die im März 1974 ausgekoppelte Single Help Me wurde häufig im Radio gespielt und Mitchells erste und einzige Top-10-Single (Platz 7) in den Billboard-Charts.
Das Album erreichte Platz 2 in den USA und Platz 1 in Kanada. Court and Spark kletterte auf Platz 14 der britischen Albumcharts. 1997 wurde es von der Recording Industry Association of America mit Doppel-Platin für zwei Millionen verkaufte Einheiten ausgezeichnet.

## Besetzung
Joni Mitchell – Gesang, Akustikgitarre, Piano, Clavinet (Track 7)
Studioband
- Robben Ford – E-Gitarre
- Max Bennett – Bass
- John Guerin – Schlagzeug, Perkussion
- Tom Scott – Holzblasinstrumente, Mundharmonika, Arrangements
- Joe Sample – E-Piano

Gastmusiker
- Chuck Findley – Trompete (Tracks 10/11)
- José Feliciano – E-Gitarre (Track 3)
- Wayne Perkins – E-Gitarre (Track 6)
- Robbie Robertson – E-Gitarre (Track 9)
- Dennis Budimir – E-Gitarre (Track 10)
- Wilton Felder – Bass (Tracks 3/4)
- Jim Hughart – Bass (Track 10)
- Milt Holland – Röhrenglocken (Track 1)
- David Crosby – Begleitgesang (Tracks 3/7)
- Graham Nash – Begleitgesang (Track 3)
- Susan Webb – Begleitgesang (Track 7)
- Cheech und Chong – Stimmen (Track 11)

## Titelliste
Bis auf Twisted stammen alle Songs aus der Feder von Joni Mitchell.
Seite 1
1. Court and Spark – 2:46
2. Help Me – 3:22
3. Free Man in Paris – 3:02
4. People’s Parties – 2:15
5. The Same Situation – 2:57
Seite 2
6. Car on a Hill – 3:02
7. Down to You – 5:38
8. Just Like This Train – 4:24
9. Raised on Robbery – 3:06
10. Trouble Child – 4:00
11. Twisted (Annie Ross, Wardell Gray) – 2:21

## Rezeption
Court and Spark erhielt sehr positive Kritiken. Das Magazin The Village Voice kürte es zum Album des Jahres 1974. 2004 wurde das Album in die Grammy Hall of Fame aufgenommen. Prince erwähnte den Song Help Me in seinem 1987 veröffentlichten Stück The Ballad of Dorothy Parker auf seinem Album Sign o’ the Times.

### Bestenlisten
Die Musikzeitschrift Rolling Stone wählte Court and Spark 2003 auf Platz 111, 2012 auf Platz 113 und 2020 auf Platz 110 der 500 besten Alben aller Zeiten.
In der Auswahl der 200 besten Alben aller Zeiten von Uncut belegt es Platz 111.
Court and Spark gehört zu den 1001 Albums You Must Hear Before You Die.

### Trivia
In einem Interview vom Juli 1979 mit Cameron Crowe für den Rolling Stone erzählte Mitchell, Bob Dylan sei beim Anhören des Albums eingeschlafen, als sie es ihm vorspielte.